# Crassula minutissima
Crassula minutissima ist eine Pflanzenart der Gattung Dickblatt (Crassula) in der Familie der Dickblattgewächse (Crassulaceae). 

## Beschreibung
Crassula minutissima ist eine winzige, aufrechte krautige Pflanze von bis zu 1,5 Zentimeter Länge. Die lanzettlichen Laubblätter sind 2 bis 3,5 Millimeter lang. Die Spitze der Blattspreite ist zugespitzt.
Je Knoten wird eine vierzählige Blüte ausgebildet. Der Blütenstiel ist etwa 0,2 Millimeter lang. Die dreieckigen, stumpfen Kronblätter weisen eine Länge von 0,3 bis 0,4 Millimeter auf. Die 0,8 Millimeter langen und 0,4 Millimeter breiten Kelchblätter sind eiförmig. Die fadenförmigen Nektarschüppchen sind 0,4 Millimeter lang. Je Fruchtblatt werden zwei Samen ausgebildet. Die länglichen Samen sind rötlich braun und längs gestreift bis gerippt. Sie sind 0,58 Millimeter lang und 0,23 Millimeter breit.

## Systematik und Verbreitung
Crassula minutissima ist in Patagonien an feuchten Stellen verbreitet. Die Art ist nur vom Typusfundort bekannt.
Die Erstbeschreibung als  Tillaea minutissima durch Carl Johan Fredrik Skottsberg wurde 1916 veröffentlicht. Marie Bywater und Gerald Ernest Wickens stellten die Art 1984 in die Gattung Crassula.
Crassula minutissima unterscheidet sich von Crassula aquatica und Crassula saginoides durch ihre Kleinheit und die großen Samen.

## Nachweise